# 松平清宗
松平清宗（1538年－1605年12月19日）是日本戰國時代至安土桃山時代的武將。德川氏家臣。父親是松平清善。

## 生平
在天文7年（1538年）出生，家中長男。以竹谷松平家武將的身份仕於德川家康。永祿5年（1562年），與離反今川氏的家康同調，參加攻略上之鄉城，不過因為父親清善的事績，經歷被掩蓋。翌年（1563年），在鎮壓三河一向一揆中參戰，因為這次武功而受到注目。
永祿7年（1564年），跟隨家康參加攻略三州東部的據點吉田城，在龍拈寺口的戰鬥受傷，在該戰中獲得5個首級。永禄11年12月（1568年），響應家康侵攻遠州。
當時三河軍團的編成，在西面的中心是岡崎城，東面的中心是吉田城，而竹谷松平家亦被編入吉田城城代酒井忠次的指揮之下，因此在遠州征服戰中，家康的本隊以濱名湖東岸的曳馬城為第一目標，而忠次等支隊則是以濱名湖西岸為第一目標。元龜元年6月29日（1570年），參加江州的姉川之戰。
天正3年5月21日（1575年），在長篠之戰中以忠次的奇襲隊身份參戰。天正10年（1582年），家康吞併駿州後，被配給興國寺城2千貫、與力5十人。在小牧長久手之戰中，與嫡子家清一同沒有參戰，而是留在興國寺城防備相州後北條氏。
天正18年（1590年），參加小田原征伐，此時家康勢的佈陣中，在家康本陣前面的是「全備」，「全備」前面的是「二之先手」，再前面的是「一之先手」。在此戰中，清宗的竹谷眾（或興國寺眾）被編入「二之先手」的第7組中，負責第7組的最左翼。
翌年（1591年），戰勝後的三河軍團被移封至關東地方。此時成為武州兒玉郡八幡山1萬石領主（八幡山藩的藩政由嫡男家清代替執行），居城是雉岡城，在8月至9月期間入封。在入封後的施策是「在此年完結前轉住到領內的住民在次年免除諸税」（この年いっぱいまでに領内へ転住してきた住民へは、次年の諸税免除），以此來增加領民。
慶長5年（1605年），在關原之戰後移至三州吉田城，不久後死去。享年68歲。戒名是龍興院華翁全榮。吉田城下有菩提寺全榮寺。

## 人物
- 嫡子家清、孫兒忠清受家康、秀忠父子賜予偏諱的原因，被認為是因為清宗對家康積極支持，並立下許多武勲的關係。